# Tympanocryptis pinguicolla
Tympanocryptis pinguicolla — вид ігуаноподібних ящірок родини агамових (Agamidae). Ендемік Австралії. Дослідження 2019 року показало, що цей вид насправді є комплексом видів.

## Поширення і екологія
Tympanocryptis pinguicolla мешкають в штаті Вікторія, на базальтових рівнинах в околицях Мельбурна. Вони живуть на помірних луках.

## Збереження
МСОП класифікує цей вид як такий, що перебуває під загрозою зникнення. Tympanocryptis pinguicolla загрожує знищення природного середовища.